# Ситово (община)
Вижте пояснителната страница за други значения на Ситово.
Община Ситово се намира в Североизточна България и е една от съставните общини на област Силистра.

## География

### Географско положение, граници, големина
Общината е разположена в северната част на област Силистра. С площта си от 270,966 km2 заема 6-о, предпоследно място сред 7-те общини на областта, което съставлява 9,52% от територията на областта. Границите ѝ са следните:
- на изток – община Силистра;
- на юг – община Дулово;
- на запад – община Главиница;
- на север – Румъния.

### Природни ресурси

#### Релеф
Община Ситово се намира в северната част Източната Дунавска равнина. Релефът ѝ е равнинен и ниско хълмист, наклонен на север с надморска височина от 150 m на юг до 50 m на север, набразден от дълбоки (на места над 60 – 70 m) спрямо околния терен суходолия. Крайните ѝ южни райони попадат в обсега на северната, ниска част на Лудогорското плато. Максималната ѝ височина се намира в най-южната ѝ част, южно от село Ирник – 164,2 m н.в., а най-ниската – 11 m н.в., на брега на река Дунав, североизточно от село Попина. В северната част на общината, между селата Гарван и Попина, под формата на буква „Г“ се простира Попино-Гарванската низина (10 km2) с надморска височина от 12 до 40 m.

#### Води
По северната граница на община Ситово, на протежение от 12 km (от km 398 до km 410, километрите се броят нагоре от устието на реката) преминава участък от долното течение на река Дунав.
С изключение на река Дунав на територията на общината липсват повърхностно течащи води. При силни дъждове и при топенето на снеговете по суходолията протичат водни течения, които по-късно и през лятото пресъхват. При поройни дъждове водите прииждат с голяма сила и унищожават всичко в коритата си. През нейната територия преминават две големи суходолия, дълбоко всечени сред околния терен. Първото от тях (западното) е на река Сенковец (Сазлъка, Сенкувча, Кулак, десен „приток“ на Дунав). То навлиза в пределите на общината югозападно от село Ирник на 108 m н.в. Минава западно от селата Ирник, Босна, Искра и Нова Попина и източно от Гарван и североизточно от последното се „влива“ в блатото Лещава (Гарванско блато) на 12 m н.в., което се оттича в река Дунав. В източната част на общината, от юг на север преминава второто голямо суходолие на територията ѝ – Демиркулак (Дуванкулак, Дерменкулак, което се „влива“ в езерото Сребърна). То навлиза в общината южно от село Любен на 88 m н.в, минава северозападно от него и западно от село Ястребна и североизточно от село Слатина навлиза в община Силистра на 42 m н.в.
На територията на община Ситово има изградени множество микроязовири, водите на които основно се използват за напояване на обширните обработваеми земи в региона. По-големи от тях са: „Искра 1 и 2“, „Нова Попина“, „Ситово“, „Поляна“, „Слатина“ и др.

#### Климат, почви
Климатът на общината е умерено-континентален, с горещо лято и студена зима. Преобладават северозападните и западните ветрове. Средната месечна скорост на вятъра е 1.9 м/сек. За валежите е характерно наличието на годишен минимум и максимум, очертаващи се съответно през месеците май, юни, юли, и през месеците януари, февруари и март. Средната годишна температура е 14 °C.
Почвената покривка е тясно свързана с естеството на геоложката основа, с особеностите на релефа, с характера на климатичните условия, спецификата на растителността и стопанската дейност на човека. Преобладаваща почвообразуваща скала е льосът – типичен и глинест. Почвите се характеризират с голямо разнообразие, като преобладаващите почвени типове са: излужените чернозем, глинестите и песъчливо-глинестите почви. Излужените черноземи са 27,7%, слабо излужени черноземи 46,8%, силно излужени черноземи 16,4%, тъмносиви горски 5,8% и други 3,3%. Количеството на хумуса в орния слой е 2,2 – 3,0%. Обработваемите земи се отличават на места със значителен наклон, което води до плоскостна, линейна и ветрова ерозия.

### Населени места
Общината се състои от 12 населени места. Списък на населените места, подредени по азбучен ред, население и площ на землищата им:
| Населено място | Пребр. на населението през 2021 г. | Площ на землището (в км2) | Забележка (старо име) | Населено място | Пребр. на населението през 2021 г. | Площ на землището (в км2) | Забележка (старо име)           |
| Босна          | 305                                | 13,616                    |                       | Нова Попина    | 69                                 | 12,440                    | Ходжа кьой                      |
| Гарван         | 240                                | 33,388                    |                       | Поляна         | 95                                 | 15,556                    | Ялъ чаталджа                    |
| Добротица      | 354                                | 30,341                    | Хас кьой              | Попина         | 398                                | 50,495                    |                                 |
| Ирник          | 49                                 | 15,801                    | Саарлар               | Ситово         | 627                                | 33,659                    | Доймушлар                       |
| Искра          | 1773                               | 32,525                    |                       | Слатина        | 65                                 | 18,232                    | Капаклии                        |
| Любен          | 549                                | 7,451                     | Кара Вели кьой        | Ястребна       | 9                                  | 7,462                     | Голяма Атмаджа                  |
|                |                                    |                           |                       | ОБЩО           | 4533                               | 270,966                   | няма населени места без землища |

## Административно-териториални промени
- МЗ № 2191/обн. 27.06.1946 г. – преименува с. Хас кьой на с. Добротица;

– преименува с. Дам ада на с. Заград;
– преименува с. Ай догду на с. Звездел;
– преименува с. Сарлар (Саярлар) на с. Ирник;
– преименува с. Николай Филипеску на с. Липница;
– преименува с. Кара Вели кьой на с. Любен;
– преименува с. Базиргян (Безирган) на с. Милетич;
– преименува с. Доймушлар на с. Ситово;
– преименува с. Капклии на с. Слатина;
– преименува с. Папукчилар на с. Чехлари;
– преименува с. Голяма Атмаджа (Голебина атмаджа) на с. Ястребна;
- МЗ № 2909/обн. 31.07.1942 г. – преименува с. Ходжа кьой на с. Нова Попина;

– преименува с. Стоян Михайляно на с. Полковник Златев;
– преименува с. Ялъ Чаталджа на с. Поляна;
- Указ № 356/обн. 07.12.1954 г. – обединява селата Драгалина, Звездел и Милетич в едно ново населено място – с. Искра;
- Указ № 881/обн. 30.11.1965 г. – заличава с. Заград поради изселване;
- Указ № 959/обн. 28.12.1965 г. – заличава с. Липница и го присъединява като квартал на с. Поляна;

– заличава с. Полковник Златев и го присъединява като квартал на с. Слатина;
- Указ № 317/обн. 23.09.1969 г. – заличава с. Чехлари и го присъединява като квартал на с. Искра.

## Население
Численост на населението според преброяванията през годините:
| Година на преброяване | Численост |
| 1934                  | 12 932    |
| 1946                  | 14 974    |
| 1956                  | 15 111    |
| 1965                  | 13 090    |
| 1975                  | 10 829    |
| 1985                  | 8 987     |
| 1992                  | 7 554     |
| 2001                  | 6 856     |
| 2011                  | 5 396     |
| 2021                  | 4 533     |

### Етнически състав
Преброяване на населението през 2011 г.
Численост и дял на етническите групи според преброяването на населението през 2011 г., по населени места (подредени по численост на населението):
| Населено място | Численост | Численост | Численост | Численост | Численост | Численост           | Численост     | Населено място | Дял (в %) | Дял (в %) | Дял (в %) | Дял (в %) | Дял (в %)           | Дял (в %)     |
| Населено място | Общо      | Българи   | Турци     | Цигани    | Други     | Не се самоопределят | Не отговорили | Населено място | Българи   | Турци     | Цигани    | Други     | Не се самоопределят | Не отговорили |
| Общо           | 5396      | 2423      | 1925      | 360       | 144       | 12                  | 532           | 100,00         | 44,90     | 35,67     | 6,67      | 2,66      | 0,22                | 9,85          |
| -------------- | --------- | --------- | --------- | --------- | --------- | ------------------- | ------------- | -------------- | --------- | --------- | --------- | --------- | ------------------- | ------------- |
| Босна          | 392       | 3         | 386       | 3         | 0         | 0                   | 0             | Босна          | 0,76      | 98,46     | 0,76      | 0,00      | 0,00                | 0,00          |
| Гарван         | 349       | 340       | 0         | 0         | 9         | 0                   | 0             | Гарван         | 97,42     | 0,00      | 0,00      | 2,57      | 0,00                | 0,00          |
| Добротица      | 382       | 315       | 16        | 0         | 6         | 6                   | 45            | Добротица      | 82,46     | 4,18      | 0,00      | 1,57      | 1,57                | 11,78         |
| Ирник          | 82        | 81        |           | 0         |           |                     | 0             | Ирник          | 98,78     |           | 0,00      |           |                     | 0,00          |
| Искра          | 1809      | 36        | 1165      | 182       | 0         | 12                  | 414           | Искра          | 1,99      | 64,40     | 10,06     | 0,00      | 0,66                | 22,88         |
| Любен          | 641       | 3         | 342       | 175       | 120       | 0                   | 1             | Любен          | 0,46      | 53,35     | 27,30     | 18,72     | 0,00                | 0,15          |
| Нова Попина    | 62        | 57        |           | 0         |           |                     | 4             | Нова Попина    | 91,93     |           | 0,00      |           |                     | 1,61          |
| Поляна         | 169       | 167       |           | 0         |           |                     | 0             | Поляна         | 98,81     |           | 0,00      |           |                     | 0,00          |
| Попина         | 619       | 573       | 3         | 0         | 4         | 0                   | 39            | Попина         | 92,56     | 0,48      | 0,00      | 0,64      | 0,00                | 6,30          |
| Ситово         | 780       | 747       |           |           | 4         |                     | 28            | Ситово         | 95,76     |           |           | 0,51      |                     | 3,58          |
| Слатина        | 106       | 99        | 6         | 0         | 0         | 0                   | 1             | Слатина        | 93,39     | 5,66      | 0,00      | 0,00      | 0,00                | 0,94          |
| Ястребна       | 5         |           | 3         | 0         |           |                     | 0             | Ястребна       |           | 60,00     | 0,00      |           |                     | 0,00          |

### Вероизповедания
Численост и дял на населението по вероизповедание според преброяването на населението през 2011 г.:
|                     | Численост | Дял (в %) |
| Общо                | 5 396     | 100,00    |
| Православие         | 1 897     | 35,15     |
| Католицизъм         | 7         | 0,12      |
| Протестантство      | 12        | 0,22      |
| Ислям               | 2 126     | 39,39     |
| Друго               | 8         | 0,14      |
| Нямат               | 139       | 2,57      |
| Не се самоопределят | 147       | 2,72      |
| Непоказано          | 1 060     | 19,64     |

## Транспорт
През общината преминават изцяло или частично 3 пътя от Републиканската пътна мрежа на България с обща дължина 33 km:
- участък от 7.2 km от Републикански път II-21 (от km 83.1 до km 90.3);
- целият участък от 10,4 km от Републикански път III-211;
- началният участък от 15.4 km от Републикански път III-216 (от km 0 до km 15,4).

## Топографска карта
- Лист от карта K-35-6. Мащаб: 1 : 100 000.
- Лист от карта K-35-7. Мащаб: 1 : 100 000.
- Лист от карта L-35-138. Мащаб: 1 : 100 000.
- Лист от карта L-35-139. Мащаб: 1 : 100 000.